# Nova Fátima
Nova Fátima là một đô thị thuộc bang Bahia, Brasil. Đô thị này có diện tích 371,48 km², dân số năm 2007 là 5414 người, mật độ 14,6 người/km².